# Gennadi Jurjewitsch Semigin

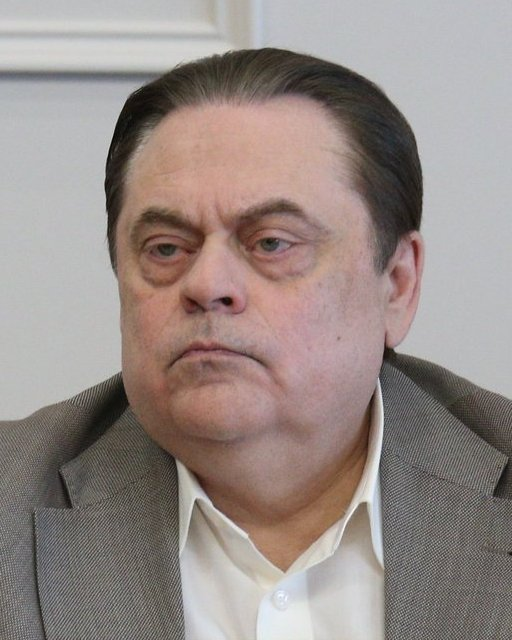
Gennady Semigin (2022)

Gennadi Jurjewitsch Semigin (russisch Геннадий Юрьевич Семигин; * 23. März 1961 geboren in Chmelnyzkyj, Oblast Chmelnyzkyj, Ukrainische SSR, USSR) ist ein russischer Politiker und war Vorsitzende der Partei Patrioten Russlands.

## Werdegang
Er studierte in Riga an der Geschichtsfakultät und anschließend am Moskauer Institut für Rechtswissenschaft. In den 1990er Jahren führte er ein Unternehmen. Er ist auch Mitglied der Russischen Akademie der Wissenschaften.
In den Jahren 1999 und 2003 wurde er von der Kommunistischen Partei der Russischen Föderation (KPRF) zum Abgeordneten der Staatsduma gewählt. Bei der Wahl 2003 war er zweitplatzierter auf der Liste der KPRF. Im folgenden Jahr führten ihn seine Ambitionen auf die Parteiführung in einen Konflikt mit dem kommunistischen Führer Gennadi Sjuganow. Viele alte Kommunisten betrachteten den reichen Semigin als einen Opportunisten und nicht als ein echtes Mitglied der Opposition. Sie bezeichneten ihn als „Maulwurf“ und den „Roten Oligarchen“. Trotzdem wurde Semigin immer noch zum Vorsitzenden der „Patriotischen Volksunion Russlands“ gewählt, einer Dachorganisation, die die kommunistische Partei mit kleineren Oppositionsparteien vereinte.
Semigin unternahm mehrere Versuche, die Macht von Sjuganow an sich zu reißen, einschließlich der Organisation eines separaten CPRF-Kongresses. Aber die Parteiorgane erkannten den Kongress Semigins nicht an und wiesen darauf hin, dass nur der offizielle Kongress der KPRF legal sei. Der darauffolgende Kongress stimmte dafür, Semigin und seine Verbündeten aus der Partei auszuschließen.
In der Duma wechselte Semigin 2006 in die Rodina-Fraktion und gründete gleichzeitig seine eigene Partei Patrioten Russlands (russisch Патрио́ты Росси́и/Patrioty Rossii). Er organisierte auch die „Volksregierung“ – die Gruppe linker Politiker wie Sergei Glasjew, Gennadij Seleznev und Gennadi Gudkow, die vorgab, eine „zukünftige Regierung“ zu sein.
Ende November 2020 verkündete Sergei Michailowitsch Mironow, Vorsitzender der Duma-Fraktion "Gerechtes Russland", den Zusammenschluss mit den außerparlamentarischen Parteien "Für die Wahrheit" und "Patrioten Russlands". Die Vereinigung erfolgte im Februar 2021, wobei Mironow zum Vorsitzenden und Semigin gemeinsam mit Sachar Prilepin zum Stellvertreter ernannt wurde. Im Oktober 2024 gab Semigin seinen Posten als Stellvertreter auf.
Aufgrund des russischen Überfalls auf die Ukraine ist Semigin international sanktioniert.